# Estádio Mário Lima
Estádio Mário Lima – stadion piłkarski, w Nova Lima, Minas Gerais, Brazylia, na którym swoje mecze rozgrywa klub Belo Horizonte Futebol e Cultura.